# Patata rossa di Terranova del Pollino
La Patata rossa di Terranova del Pollino  è un prodotto agroalimentare tradizionale della Basilicata. L'area di produzione interessa il comune di Terranova e i comuni della Val Sarmento